# Witold Jabłoński (pisarz)
Witold Jabłoński (ur. 1957 w Łodzi) – polski pisarz fantastyki oraz tłumacz literatury rosyjskojęzycznej.

## Życiorys
Absolwent filologii polskiej na Uniwersytecie Łódzkim, sekretarz Jerzego Andrzejewskiego, w latach 1995–1997 dziennikarz i recenzent teatralny Gazety Wyborczej oraz publicysta dodatku kulturalnego „Verte”. Od 1998 dyrektor Wydziału Kultury i Sztuki w łódzkim urzędzie miejskim, od 1999 do 2003 dyrektor Śródmiejskiego Forum Kultury, zwolniony z tej posady przez prezydenta Jerzego Kropiwnickiego. Zdaniem pisarza, jest to wynik oskarżeń o antykościelność powieści Uczeń czarnoksiężnika. Z drugiej strony rzecznik prezydenta Łodzi twierdził, że stało się tak, ponieważ dom kultury nie przynosił spodziewanych dochodów.
Członek Stowarzyszenia Pisarzy Polskich od 1996 roku.
Laureat nagrody Towarzystwa Kultury Teatralnej za osiągnięcia w dziedzinie „prasa popularyzatorem teatru”. Powieść Fryne hetera była nominowana do Nagrody im. Jerzego Żuławskiego.

## Twórczość

### Książki
- 1988 – Gorące uczynki[3]
- 1990 – Wyznania Chińskiej Kurtyzany. Tortury miłości (razem z Maciejem Świerkockim)
- 1991 – Uczennica Chińskiej Kurtyzany (razem z Maciejem Świerkockim)
- 1992 – Trędowaci
- 1992 – Tajemnica Baronessy
- 1992 – Syn Ordynata
- Dziedziczka
  - 1992 – tom I
  - 1993 – tom II
- 1993 – Polska klasa (powieść obyczajowa opublikowana pod pseudonimem Maciej Witkowski, razem z Maciejem Świerkockim)
- 2003 – Dzieci Nocy (horror fantastyczny z elementami political fiction)
- Cykl „Gwiazda Wenus, Gwiazda Lucyfer”, inspirowany życiem Witelona:
  - 2003 – Uczeń czarnoksiężnika[4]
  - 2004 – Metamorfozy
  - 2006 – Ogród miłości[5]
  - 2007 – Trupi korowód[6]
- 2008 – Fryne hetera[7]
- 2011 – Kochanek Czerwonej Gwiazdy[8]
- 2013 – Słowo i miecz
- 2015 – Ślepy demon. Sieciech[9]
- 2017 – Dary bogów[10]
- 2019  – Popiel. Syn popiołów
- 2021 – Ślepy demon. Zbigniew
- 2022 – Prawdziwa historia Frankensteina. Tom 1. Nowożytny Prometeusz[11] (razem ze Sławomirem Folkmanem)
- 2023 – Wszyscy kochamy Mikołaja (w dwóch tomach)

### Tłumaczenia
- Kir Bułyczow: Świat bez czasu (2007), Wydawnictwo Solaris
- Kir Bułyczow: Operacja Żmija (2007), Wydawnictwo Solaris
- Ałła Gorelikowa: Korund i salamandra (2008), wyd. Fabryka Słów
- Marina i Siergiej Diaczenko: Odźwierny: cykl Tułacze t. I (2009), Wydawnictwo Solaris
- Marina i Siergiej Diaczenko: Szrama: cykl Tułacze t. II (2009), Wydawnictwo Solaris
- Księga Welesa (2016), Wydawnictwo Triglav